# Gamochaetopsis
Gamochaetopsis é um género botânico pertencente à família Asteraceae.